# Arbella Stuart
Arbella Stuart (znana również jako "Arabella") (ur. 1575, zm. 25 września 1615) – szkocka arystokratka, której bliskie pokrewieństwo z rodziną królewską i możliwe pretensje do tronów Anglii i Szkocji były przyczyną kilku spisków i konspiracji, oraz dożywotniego uwięzienia samej Arbelli w londyńskiej Tower.

## Życiorys
Arbella była jedyną córką Karola Stuarta, pierwszego księcia Lennox i jego żony, Elżbiety Cavendish. Jej dziadkami byli Mateusz Stewart, czwarty hrabia Lennox i Małgorzata Douglas, córka Archibalda Douglasa, szóstego hrabiego Angus i Małgorzaty Tudor, wdowy po Jakubie IV, królu Szkocji i córki króla Anglii Henryka VII. Tak więc Arbella była praprawnuczką założyciela dynastii Tudorów i jako taka znajdowała się w linii sukcesji do angielskiego tronu.
Dziadkowie ze strony ojca Arbelli - czwarty hrabia Lennox i Małgorzata Douglas mieli dwóch synów - ojca Arbelli Karola i jego starszego brata Henryka, lorda Darnley, który został drugim mężem Marii Stuart i był prawdopodobnym ojcem późniejszego wroga Arbelli, Jakuba. A dziadkami ze strony matki byli sir William Cavendish i jego żona Bess z Hardwick, będąca jedną z najbogatszych dziedziczek swoich czasów i bliską przyjaciółką Elżbiety I.

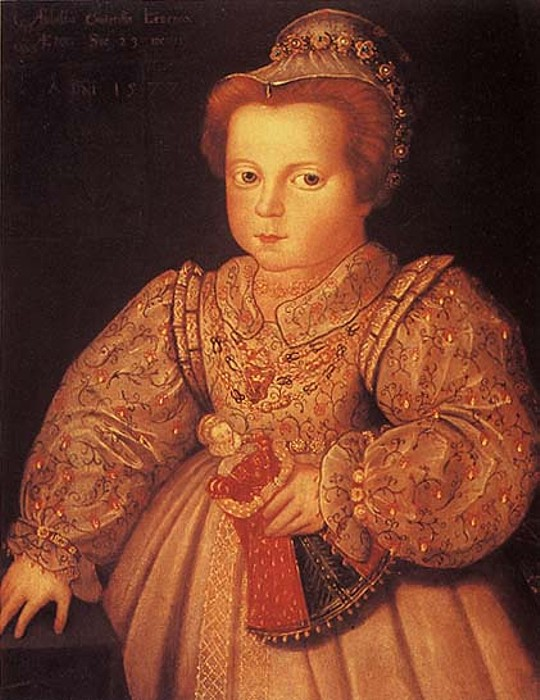
Arbella Stuart jako dziecko

Ojciec Arbelli zmarł w 1576 roku kiedy była jeszcze niemowlęciem. Dziewczynka była wychowywana przez matkę, Elżbietę Cavendish do 1582 roku. Śmierć tej ostatniej uczyniła z siedmioletniej Arbelli sierotę, więc opiekę nad nią roztoczyli jej słynna babka i zaufany kanclerz Elżbiety I, William Cecil, pierwszy baron Burghley.
Przez następne lata żyła w należącym do Bess z Hardwick pałacu Hardwick Hall w Derbyshire z nią i jej czwartym mężem Jerzym Talbotem, szóstym hrabią Shrewsbury, którego poślubiła w 1568 roku. Kilkakrotne pobyty na londyńskim dworze królewskim w latach 1587. 1588 i 1591–1592 bardzo cieszyły dziewczynkę. Sama starzejąca się angielska królowa była miała być wzruszona oddaniem dalekiej krewnej i często obdarowywała ją kosztownościami.f
W tamtym czasie zaczęto również zastanawiać się nad przyszłością dziewczynki i kilkakrotnie próbowano, choć z małym powodzeniem, wydać ją za mąż za synów bliskich Elżbiecie I dworzan. We wrześniu 1592 roku zaczęto zauważać rozdźwięk pomiędzy Bess z Hardwick i Kanclerzem Korony. Babka dziewczynki chciała skompletować jej dwór i powierzyć opiekę nad nią zaufanym damom dworu i bonom, na co nie mógł się zgodzić Cecil, uważając że dziewczynka powinna pozostawać tak długo jak to możliwe pod opieką babki. Wkrótce Bess, jej mąż i mała Arbella opuścili dwór w atmosferze skandalu i ta ostatnia nie pojawiła się na nim przez kilka następnych lat.

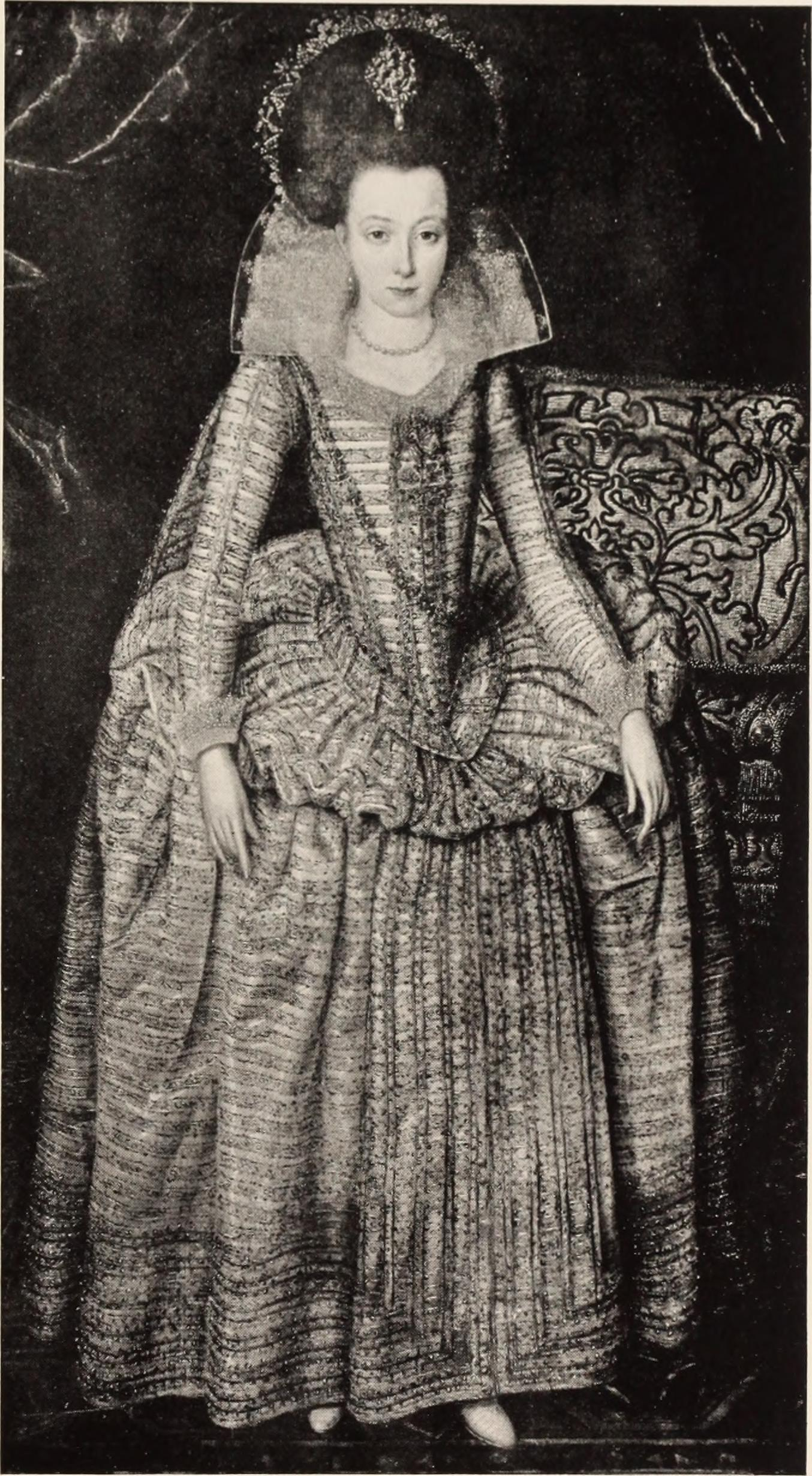
Arbella Stuart w stroju dworskim

Około roku 1592 Arbella była rozpatrywana jako jedna z możliwych osób do objęcia tronu Anglii po swojej kuzynce, królowej Elżbiecie I. jednakże na wiosnę 1593 roku wpływowy na królewskim dworze syn lorda Burghleya - Robert Cecil, pierwszy hrabia Salisbury zaproponował popartą przez ojca kandydaturę kuzyna Arbelli, Jakuba VI, króla Szkocji, którą zaaprobowała królowa.
Większość młodości Arbella spędziła przy babce, niekiedy pojawiając się na dworze, czy w swoich licznych szkockich dobrach. W przeciwieństwie do większości szlacheckich młodych kobiet w swoich czasach, kształciła się pod okiem babki jeszcze jakiś czas po skończeniu dwudziestu lat - biegle władała łaciną, francuskim, greką i niemieckim, dobrze grała na lutni, wioli i wirginale, a także doskonale znała Biblię i pisma Lutra.
Kiedy w 1603 roku, wkrótce po wstąpieniu Jakuba VI na tron angielski, grupa arystokratów na dworze zawiązała spisek zwany Wielką Konspiracją, i porozumiewając się z Filipem II, królem Hiszpanii, usiłowała uczynić Arbellę królową Anglii. Ona sama nie brała w tym udziału, chociaż korespondowała z Filipem III i utrzymywała dobre kontakty z owymi spiskowcami, o czym wkrótce poinformowano króla.
Wysoka pozycja w sukcesji do angielskiego tronu i sympatia królowej sprawiły, że sprawę małżeństwa Arbelli rozważano już od czasu jej dzieciństwa. Kandydatów do jej ręki było wielu - syn księcia Sabaudii, Karol, Ranuccio I, syn wroga Elżbiety I Aleksandra Farnese, księcia Parmy i Piacenzy, oraz jego żony, Marii Portugalskiej. W sprawę ożenku Arbelli wtrącił się nawet sam papież Klemens VIII, który uważał, że powinna ona wyjść za jego bratanka Piotra Aldobrandiniego, który wówczas był już kardynałem z nominacji stryja - papież oznajmił na konsystorzu, że planuje w razie powiedzenia się tego planu, na powrót przywrócić krewnego do stanu świeckiego. List z propozycją ożenku trafił do rąk królowej Elżbiety, która w trosce o protestancką wiarę kuzynki i obawiając się możliwych roszczeń ze strony jej potomstwa z nepotem papieża, odmówiła w jej imieniu. W liście użyto włoskiej formy imienia dziewczyny, czyli Arbelle. Chociaż z samego planu ożenku nic nie wyszło, to sam kardynał Piotr miał do swojej śmierci czule wspominać nieznaną mu szkocką arystokratkę.
Podczas ostatnich miesięcy życia Elżbiety I, na dworze było głośno o ślubie Arbelli z jej kuzynem Edwardem Seymourem, członkiem wpływowej na dworze Tudorów rodziny Seymurów. O całej sprawie umierająca królowa dowiedziała się od dziadka Edwarda, Edwarda Seymoura, pierwszego hrabiego Hertford. Arbella nie miała wymaganej w takich sytuacjach zgody królowej, dzięki której jej małżeństwo byłoby uważane za ważne. Po jakimś czasie okazało się, że to tylko plotka, a po kilku latach Arbella wyszła za mąż za brata Edwarda, Williama, późniejszego drugiego księcia Somerset. 

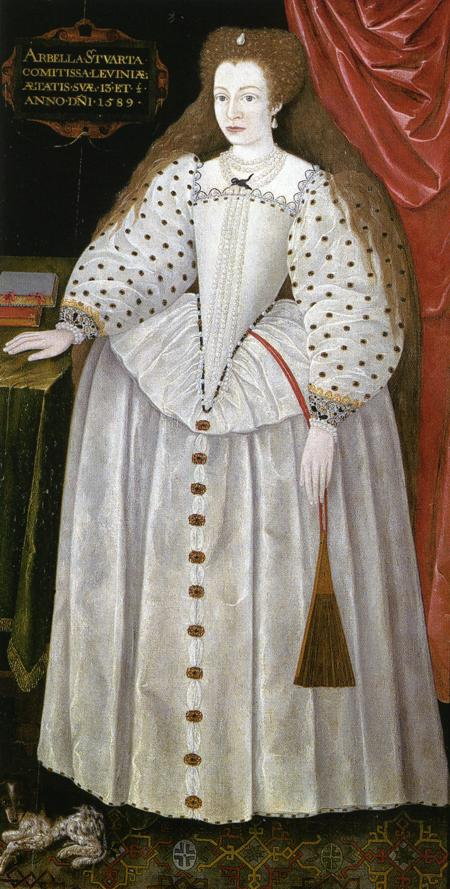
Arbella Stuart

W 1588 roku król Szkocji zaproponował by Arbella poślubiła ich wspólnego kuzyna, Ludovica Stewarta, drugiego księcia Lennox i pierwszego księcia Richmond, ale wydaje się, że niczego nie uczyniono w tej sprawie. W 1604 roku król Polski Zygmunt III Waza wysłał ambasadora do Anglii celem skłonienia króla Jakuba I do wydania zań Arbelli. Oferta została odrzucona.
W 1610 roku Arbella była czwartą osobą w sukcesji angielskiego tronu, przez co musiała poprosić Jakuba I o zgodę na małżeństwo z Williamem Seymourem, lordem Beauchamp, który później został drugim księciem Somerset. William Seymour był szóstą osobą w sukcesji do tronu, jako wnuk Katarzyny Grey - wnuczki Marii Tudor, córki Henryka VII i siostry dziewięciodniowej królowej Jane Grey, tak więc obydwoje byli kuzynostwem drugiego stopnia. Jednak ze względu na okoliczności król odmówił zgody na to małżeństwo, które jego zdaniem było pierwszym krokiem do objęcia przez Arbellę i Williama angielskiego tronu.
Para przez kilka miesięcy nie podejmowała żadnych kroków, ale 22 czerwca 1610 roku zawarli sekretne małżeństwo w pałacu Greenwich. Za zignorowanie królewskiego zakazu Jakub I kazał ich uwięzić - Arbellę w domu sir Tomasza Perry'ego w Lambeth a Seymoura w londyńskiej Tower. Nawet uwięzieni małżonkowie zachowali pewną swobodę i byli w stanie prowadzić między sobą korespondencję, która przerwała do naszych czasów. Kiedy do uszu króla doszła wiadomość i tym, że Arbella i William korespondują ze sobą, wysłał Arbellę do Durham pod opiekę miejscowego biskupa, Williama Jamesa, który zamknął ją w pałacu biskupim i osobiście dostarczał jej jedzenie, a jej jedyna służąca była głucha. Arbella wkrótce rozchorowała się, więc na rozkaz króla zmniejszono rygor jej więzienia.
Mniej więcej w tym samym czasie powstał plan ucieczki i ponownego spotkania małżonków - Arbella przebrana za mężczyznę uciekła do Lee w Kencie, ale Seymour nie zdążył wymknąć się z Tower by wsiąść wraz z nią na statek do Francji.
Seymourowi wkrótce udało się podążyć w jej ślady, ale gdy przybył do Lee okazało się, że jej łódź została przejęta przez flotę królewską wkrótce po przybiciu do Calais, we Francji i Arbella została pojmana, przewieziona do Anglii i uwięziona w Tower. Już nigdy więcej nie zobaczyła męża i zmarła we Wieży 25 września 1615 roku zagłodziwszy się na śmierć.